# 江戸川区立船堀第二小学校
江戸川区立船堀第二小学校（えどがわくりつ ふなぼりだいにしょうがっこう）は、東京都江戸川区船堀にある公立小学校。

## 沿革
- 1969年（昭和44年）4月1日 - 開校

## 教育目標
- 進んで学習する子ども
- 思いやりのある子ども
- じょうぶな子ども

## 学校行事
| - 4月 - 始業式、入学式、遠足 - 5月 - - 6月 - | - 7月 - 終業式 - 8月 - 始業式 - 9月 - 区水泳大会 | - 10月 - 区体育大会 - 11月 - - 12月 - 終業式 | - 1月 - 始業式 - 2月 - ウインタースクール - 3月 - 卒業式、修了式 |

## 委員会活動・クラブ活動
- 委員会
  - 代表・計画、放送、保健、集会、体育、学校園、給食、図書、理科、環境、掲示、飼育、音楽
- クラブ
  - サッカー、バスケットボール、陸上、シーズンスポーツ、料理、器楽、サイエンス、造形、ダンス、バドミントン、卓球、和太鼓、テーブルゲームマジック、手芸、研究、イラストマンガ、パソコン

## 通学区域
- 江戸川区
  - 松江5丁目1番 - 3番、14番 - 25番、26番の一部（11号以降）
  - 松江6丁目1番 - 2番、10番 - 11番
  - 二之江町全域
  - 船堀4 - 7丁目全域

## 進学先中学校
- 江戸川区立二之江中学校
- 江戸川区立松江第一中学校

## 交通
- 都営新宿線 船堀駅から徒歩5分

## 著名な出身者
- 幸野志有人（サッカー選手）